# 大間木排水路
大間木排水路（おおまぎはいすいろ）は、埼玉県さいたま市緑区・川口市を流れる排水路。赤堀排水路（あかほりはいすいろ）とも呼ばれる。

## 概要
さいたま市緑区大間木付近に源を発し、南流する。さいたま市立尾間木中学校の敷地内を暗渠で通過し、川口市柳根町で藤右衛門川に合流する。一部は暗渠化されているが、井沼方公園付近で開渠となる。下流では赤堀排水路と呼称される。

## 周辺
- さいたま市立尾間木中学校
- さいたま市立尾間木小学校
- 中央公園
- 東浦和駅
- 井沼方公園
- 柳根町公園

## 橋梁
- 国道463号
- 武蔵野線
- 名称不明
- 埼玉県道235号大間木蕨線
- 見沼代用水西縁と交差
- 丸山上橋
- 名称不明
- 丸山橋
- 丸山下橋
- 名称不明
- 一の橋
- 二の橋
- 三の橋
- 中の橋
- 五の橋
- 六の橋
- 七の橋
- 赤堀橋
- 名称不明
- 名称不明
- 外ヶ原橋（埼玉県道1号さいたま川口線〈第二産業道路〉）
- 名称不明

橋は数多くあるが名前の付いた橋は少ない。